# Franciszek Ksawery Błeszyński
Franciszek Ksawery Błeszyński herbu Oksza – regent Komisji Skarbu Koronnego, poseł sandomierski na sejm grodzieński (1793), członek konfederacji grodzieńskiej w 1793 roku.
Był członkiem opozycji na sejmie 1793 roku, w 1794 złożył akces do powstania narodowego. Po upadku insurekcji wszedł w skład kancelarii przybocznej rosyjskiego gubernatora Warszawy Friedricha von Buxhoevedena.
Był członkiem loży wolnomularskiej Göttin von Eleusis w 1787 roku. 